# Nupserha rufonotaticeps
Nupserha rufonotaticeps là một loài bọ cánh cứng trong họ Cerambycidae.